# 162-й отдельный танковый батальон
162-й отдельный танковый батальон — воинская часть Вооружённых Сил СССР в Великой Отечественной войне.

## История формирования
Батальон сформирован в конце 1941 года. При формировании в батальоне было 11 танков Т-34 и 19 Т-60.
В действующей армии с 1 января 1942 года по 1 марта 1942 года.
В конце декабря 1941 года передан в состав 2-й ударной армии, где был разделён на три группы.
Первая группа была придана 366-й стрелковой дивизии, вторая группа — 382-й стрелковой дивизии, третья — 59-й стрелковой бригаде. Эти группы соответственно, поддерживали наступление стрелковых частей 7 января 1942 года и с 13 января 1942 года.
Так, 22 января 1942 года рота Т-34 поддерживает удар 2-го батальона 1267-го стрелкового полка 382-й стрелковой дивизии в районе Кирпичного завода, в этот же день другая рота поддерживает 327-ю стрелковую дивизию, в результате чего части дивизии вышли на окраины Спасской Полисти. Ещё 4 танка батальона ворвались в Мостки.
В конце января оставшиеся танки из состава батальона вошли в состав сводной танковой группы армии были приданы 327-й стрелковой дивизии. В недостаточно подготовленных атаках сводная группа несла большие потери, так 27 января 1942 года дивизия атаковала Спасскую Полисть, успеха не достигла, но группа потеряла 5 танков, из них один Т-34. Сводная группа танков участвовала в атаках на Спасскую Полисть по 14 февраля 1942 года (после того, как 327-й стрелковая дивизия ушла к Красной Горке, действовала с частями боевой группы генерала Андреева). 14 февраля 1942 года батальон сдал оставшиеся танки и личный состав в 160-й отдельный танковый батальон и убыл на переформирование в Рыбинск.
5 марта 1942 года переименован во 318-й отдельный танковый батальон и вошёл в состав 113-й танковой бригады.

## Подчинение
| Дата            | Фронт (округ)    | Армия             | Корпус | Бригада | Примечания |
| --------------- | ---------------- | ----------------- | ------ | ------- | ---------- |
| 01.01.1942 года | Волховский фронт | 2-я ударная армия | -      | -       | -          |
| 01.02.1942 года | Волховский фронт | 2-я ударная армия | -      | -       | -          |
| 01.03.1942 года | Волховский фронт | 2-я ударная армия | -      | -       | -          |

## Командиры
- капитан Багакашвили (сгорел в танке 27 января 1942 года у Спасской Полисти)